# Irina Odojewzewa

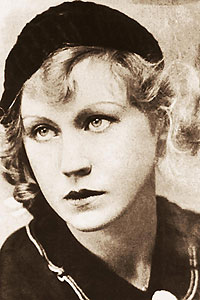
Irina Odojewzewa

Irina Wladimirowna Odojewzewa, wahrer Name Iraīda Gustawowna Heinike, in 1. Ehe Popowa, in 2. Ehe Iwanowa, (russisch Ирина Владимировна Одоевцева, настоящее имя Ираида Густавовна Гейнике, Попова, Иванова; * 23. Julijul. / 4. August 1895greg. in Riga; † 14. Oktober 1990 in Leningrad) war eine russische bzw. lettische bzw. sowjetische Dichterin des Silbernen Zeitalters.

## Leben
Odojewzewa, Tochter des deutsch-baltischen lutherischen Rechtsanwalts Gustav-Adolf Traugottowitsch Heinike (1863–1932) und der Kaufmannstochter Irina Odojewzewa, heiratete 1914 ihren Vetter Sergei Popow.
Nach der Oktoberrevolution besuchte Odojewzewa in Petrograd das Institut des Lebendigen Wortes. Sie hörte dort eine Vorlesung Nikolai Gumiljows, kam in dessen Literarisches Studio und wurde Mitglied der 3. Dichterzunft. Unter dem Pseudonym Irina Wladimirowna Odojewzewa begann sie 1921 zu veröffentlichen. Ihr erster Gedicht-Band Dwor tschudes (Hof der Wunder) erschien 1922.
Odojewzewa hatte 1921 den Dichter Georgi Iwanow geheiratet. Im August 1922 verließ sie Petrograd, um ihren Vater in Lettland zu besuchen. Im Oktober 1923 traf sie sich mit ihrem Mann in Berlin und lebte dann mit ihm in Paris. Sie wandte sich nun der Prosa zu. Ihre ersten Versuche fanden Anerkennung bei Iwan Bunin. Ab 1927 erschienen ihre Romane. Wiederholt war sie in Riga.
Zu Beginn des Zweiten Weltkriegs zog Odojewzewa mit ihrem Mann nach Biarritz in die Villa, die sie von ihrem Vater geerbt hatte. Die Villa wurde 1943 von der Wehrmacht requiriert und schließlich bei einem der Bombenangriffe zerstört. Als Odojewzewa mit ihrem Mann 1946 nach Paris zurückkehrte, fanden sie ihre Wohnung ausgeplündert vor, und ihnen wurde Kollaboration vorgeworfen. Sie waren nun mittellos, und ihre einzigen Einnahmen waren kleine Honorare der New Yorker vierteljährlichen Literaturzeitschrift Nowy journal, mit der sie ab 1950 zusammenarbeiteten. Sie lebten in billigen Hotels und von 1951 bis 1953 im Russischen Haus in Montmorency, das von der französischen Regierung für Staatenlose eingerichtet worden war. Sie wandte sich wie auch ihr Mann wieder der Lyrik zu. Ihr neuer Roman Ostaw nadeschdu nawsegda (Lasst alle Hoffnung fahren für immer) wurde ins Französische, Englische, Spanische übersetzt, und  erst 1954 erschien das russische Original. Ab Februar 1955 lebten sie mit staatlicher Fürsorge in Hyères am Mittelmeer in einer Pension für ältere wohnungslose Alleinstehende, wo Iwanow 1958 starb. Sie lebte nun in einem Altenwohnheim in Gagny und begann ihre Memoiren zu schreiben. Sie heiratete 1978 den russischen Schriftsteller Jakow Gorbow/Jacques Gorbof (1896–1981) und bezog mit ihm eine Wohnung in Paris.
Trotz Erkrankungen und erfolgloser Operationen, die sie für immer ans Bett fesselten, wollte Odojewzewa in die UdSSR zurückkehren. Die Journalistin der Iswestija Anna Petrowna Golembiowskaja-Kolonizkaja hatte sie in Gagny aufgespürt und half ihr bei der Rückkehr 1987. Odojewzewa wurde im Fernsehen gezeigt, und von ihren neu aufgelegten Memoiren wurden mehr als 200.000 Exemplare verkauft. Sie wurde in den Schriftstellerverband der UdSSR aufgenommen. Sie übertrug die Rechte an ihren Werken Anna Golembiowskaja-Kolonizkaja.
Odojewzewa starb am 14. Oktober 1990 in Leningrad und wurde auf dem Wolkowo-Friedhof begraben.